# يوهان كاراسو
يوهان كاراسو (بالفرنسية: Johann Carrasso)‏ (مواليد 7 مايو 1988 في أفيغنون - فرنسا) لاعب كرة قدم فرنسي يلعب حاليا لصالح نادي الدرجة الأولى مونبيلييه الفرنسي منذ 2004 في مركز حارس مرمى .

## روابط خارجية
- يوهان كاراسو على موقع رابطة كرة القدم الفرنسية للمحترفين (الإنجليزية)
- يوهان كاراسو على موقع إي إس بي إن إف سي (الإنجليزية)
- يوهان كاراسو على موقع قاعدة بيانات كرة القدم.إي يو (الإنجليزية)
- يوهان كاراسو على موقع ليكيب (الفرنسية)
- يوهان كاراسو على موقع Soccerway.com (الإنجليزية)
- يوهان كاراسو على موقع كووورة
- يوهان كاراسو على موقع AS.com (الإسبانية)